# CA Vélez Sarsfield
Club Atlético Vélez Sarsfield – argentyński klub sportowy (znany głównie z sekcji piłki nożnej) z siedzibą w stołecznym mieście Buenos Aires. Występuje w rozgrywkach Primera División. Domowe mecze rozgrywa na obiekcie Estadio José Amalfitani.
Ma siedzibę w dzielnicy Liniers.

## Historia
Klub został założony w 1910. Nazwę przybrał od pobliskiego dworca kolejowego nazwanego na cześć Dalmacio Veleza Sarsfielda, argentyńskiego polityka. Uczestniczył w pierwszych amatorskich rozgrywkach piłkarskich w 1919. Był jednym z założycieli ligi zawodowej. W 1941 klub został zdegradowany, ale powrócił do pierwszej ligi dwa lata później i gra w niej do dziś.
Największe sukcesy klubu związane są z osobą Carlosa Bianchi. Najpierw jako piłkarz zdobył z klubem mistrzostwo w 1968. Jako trener zdobył trzy tytuły mistrzowskie, Copa Libertadores oraz Puchar Interkontynentalny.

## Osiągnięcia
- Mistrzostwo Argentyny (10): 1968 Nacional, 1993 Clausura, 1995 Apertura, 1996 Clausura, 1998 Clausura, 2005 Clausura, 2009 Clausura, 2011 Clausura, 2012 Inicial, 2012/13 (Primera División), Primera Division 2024.
- Supercopa Argentina: 2013
- Wicemistrzostwo Argentyny (7): 1953, 1971 Metropolitano, 1979 Metropolitano, 1985 Nacional, 1992 Clausura, 1993 Apertura, 2004 Apertura[1]
- Copa Libertadores: 1994
- Puchar Interkontynentalny: 1994
- Copa Interamericana 1995
- Supercopa Sudamericana 1996
- Recopa Sudamericana 1997

## Aktualny skład
Stan na 1 września 2022.
| Nr | Poz. | Piłkarz                     |
| -- | ---- | --------------------------- |
| 1  | BR   | Matías Borgogno             |
| 2  | OB   | Diego Godín                 |
| 3  | OB   | Emanuel Insúa               |
| 5  | OB   | Francisco Ortega            |
| 6  | OB   | Matías de los Santos        |
| 7  | PO   | José Florentín              |
| 8  | PO   | Franco Díaz                 |
| 10 | NA   | Luca Orellano               |
| 11 | NA   | Lucas Janson                |
| 12 | NA   | Lucas Pratto                |
| 15 | PO   | Agustín Mulet               |
| 16 | PO   | Máximo Perrone              |
| 17 | OB   | Lautaro Giannetti (kapitan) |
| 18 | NA   | Julián Fernández            |
| 20 | NA   | Walter Bou                  |

| Nr | Poz. | Piłkarz             |
| -- | ---- | ------------------- |
| 21 | NA   | Santiago Castro     |
| 22 | BR   | Leonardo Burián     |
| 24 | OB   | Tomás Guidara       |
| 26 | PO   | Mateo Seoane        |
| 27 | NA   | Jonathan Menéndez   |
| 28 | OB   | Miguel Brizuela     |
| 29 | OB   | Leonardo Jara       |
| 30 | BR   | Lucas Hoyos         |
| 31 | OB   | Valentín Gómez      |
| 34 | OB   | Damián Fernández    |
| 35 | PO   | Santiago Cáseres    |
| 36 | PO   | Nicolás Garayalde   |
| 39 | NA   | Abiel Osorio        |
| 42 | NA   | Gianluca Prestianni |